# 바우지르 페레스
바우지르 페레스 지 아루다(포르투갈어: Waldir Peres de Arruda; 1951년 1월 2일, 상 파울루 주 가르사 ~ 2017년 7월 23일, 상 파울루 주 모지 다스 크루지스)는 바우지르 페레스(포르투갈어: Waldir Peres)로 알려진 브라질의 전 축구 선수로, 현역 시절에 골키퍼로 활약했으며, 상 파울루와 브라질 국가대표팀에서 활약한 것으로 알려져 있다.

## 클럽 경력
현역 시절, 페레스는 상 파울루에서 전성기를 보냈다.

## 국가대표팀 경력
페레스의 첫 국가대항전 경기는 1975년 10월 4일에 열린 1975년 코파 아메리카 준결승전 경기로, 브라질은 이 경기에서 페루를 2-0으로 꺾었다. 페레스는 1975년 10월부터 1982년 7월까지 브라질 국가대표팀 경기에 30번 출전했다. 그는 1974년, 1978년, 그리고 1982년에 3번의 월드컵에 출전했다. 이 중, 그는 1982년 월드컵에서 5번의 경기에 출전했다.

## 감독 경력
2006년, 페레스는 비토리아 이스피리투 산투의 U-18 선수단 감독을 맡아 유소년 상 파울루 주 컵 대회에 참가했다.

## 최후
페레스는 2017년에 심정지로 영면에 들었다. 당시 향년 66세였다.

## 사생활
바우지르 페레스의 딸 에리카 페레스도 축구 선수로 활동했다.

## 수상

### 클럽
상 파울루
- 캄페오나투 브라질레이루 세리이 A: 1977
- 캄페오나투 파울리스타: 1975, 1978, 1980, 1981

코린치앙스
- 캄페오나투 파울리스타: 1988

산타 크루스
- 캄페오나투 페르남부카누: 1990

### 개인
- 볼라 지 오우루: 1975
- 볼라 지 프라타: 1975